# Vojvozs
Vojvozs (oroszul: Войвож) városi jellegű település Oroszországban, Komiföldön. Önkormányzati szempontból Szosznogorszk önkormányzati járáshoz tartozik.
Lakossága: 3387 fő (a 2010. évi népszámláláskor).

## Fekvése
Komiföld keleti felén, Szosznogorszktól délkeletre, az azonos nevű kis folyó felső szakaszának partján fekszik. A folyónév a komi „voj” ('északi') és „vozs” ('mellékfolyó') szavakból származik. A folyó déli párja a Lunvozs, és a két folyó találkozásánál kezdődik a Szojva, az Izsma mellékfolyója.) 
A településen át vezet az Uhta–Troicko-Pecsorszk közút, mely a Kotlasz–Vorkuta vasúti fővonal és a Felső-Pecsora völgye között teremt összeköttetést.

## Története
A mai település mellett 1943-ban földgázlelőhelyet fedeztek fel. 1946-ban gazdaságosan kitermelhető olajlelőhelyet is találtak. Vojvozst a további geológiai kutatás és az Izsma felső folyásán feltárt földgáz- és olajlelőhelyek kiaknázásának központjaként hozták létre. 
Az építők egy része a Gulag foglyai közül került ki, de sok szakember is dolgozott az olajkutaknál és a geológiai kutatásban. Kezdetben a munkások és a szakemberek egyaránt sátorban laktak, az építő- és egyéb anyagot, felszerelést Uhtából kellett szállítani. A barakkokat, majd a négyemeletes lakóházakat valósággal az olajmezőre építették.
Az első termelő olajkutat 1947-ben nyitották meg, Vojvozst akkor nyilvánították hivatalosan településsé (pontosabban munkástelepüléssé, rabocsij poszjolok). 1947 őszén üzembe helyezték a Vojvozsból Uhtába vezető 100 km-es földgázvezetéket, és később felépült egy gazolingyár. A település bázisáról kiindulva a szakemberek egy sor további nagy jelentőségű földgáz- és olajlelőhelyet tártak fel, többek között Nyizsnyij Ogyesz és Uszinszk körzetében. 

## A 21. században
A szovjet időszakban Vojvozs viszonylag jómódú településnek számított, mindennapi élete szorosan kötődött az olajbányászathoz. A 20. század végére azonban az olajmezők kimerültek, a kutakat lezárták, és a lakosság jórészt megélhetési lehetőség nélkül maradt. A régen megépített, Vojvozson át vezető Uhta–Troicko-Pecsorszk közutat megépítése óta csak néhol korszerűsítették. A 100 km-es földgázvezeték három járás településeinek gázellátását szolgálja.